# صداقة العمل

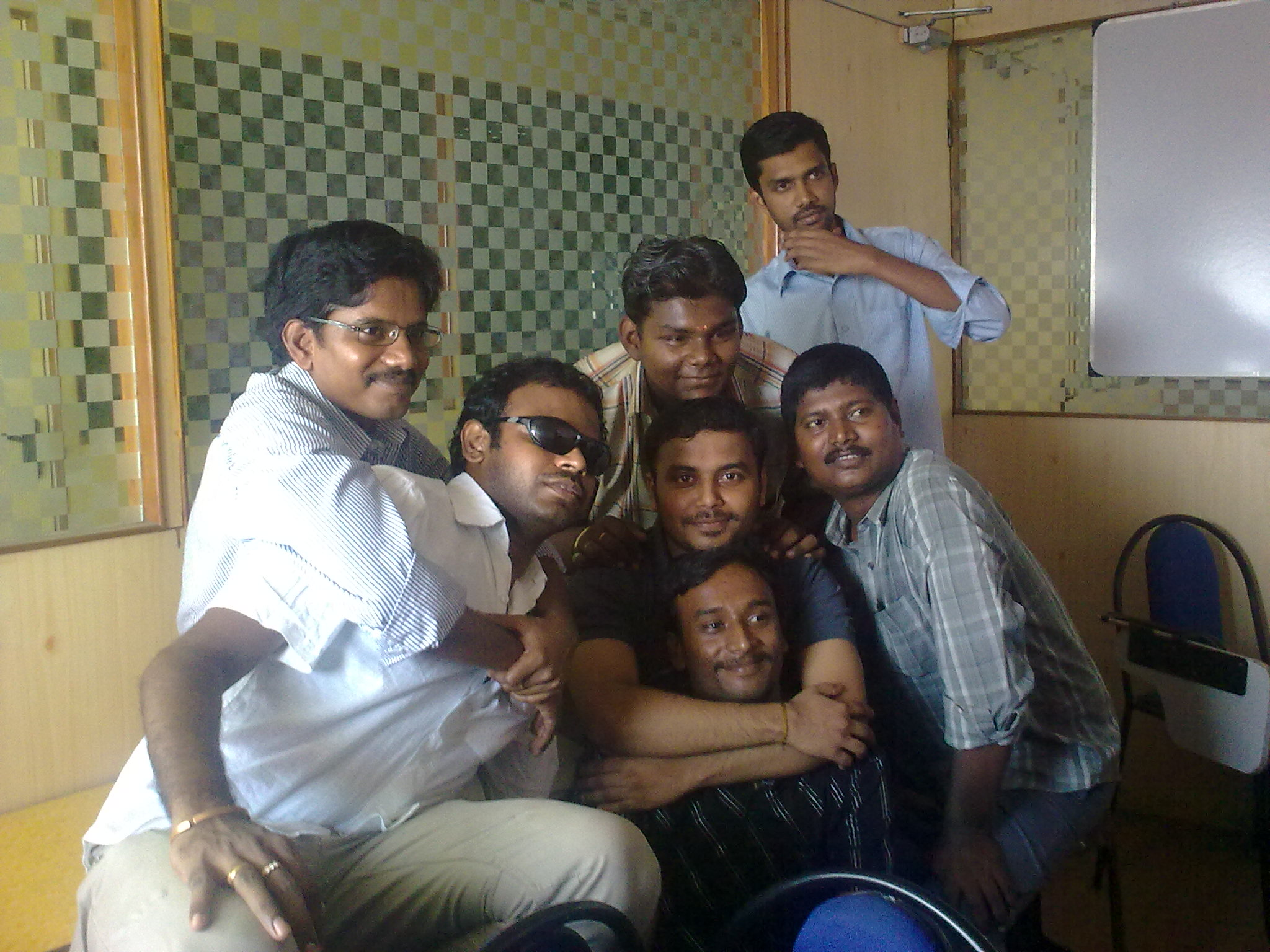
لحظة سعادة يتشاركها موظفون يبدو عليهم حميمية مكان العمل

صداقة العمل هي علاقة تحدث في مكان العمل وتتطور خارج علاقات العمل المتوقعة الطبيعية.

## التعريف
تعتبر صداقة العمل تصرفًا إراديًا. ترتبط هذه الفكرة بجانب الصداقة للمصطلح، حيث إن الصداقة الحقيقية هي تصرف إرادي. في مكان العمل لا يمكن للشخص اختيار زميل العمل، ولكن يمكنه اختيار أي من الزملاء يكون صديقه ويختلط معه. وتتميز هذه العلاقات عن علاقات أماكن العمل المنتظمة في أنها تمتد خارج أدوار وواجبات العمل. تتأثر صداقات مكان العمل بعوامل فردية وسياقية مثل أحداث الحياة والعلاقات الاجتماعية والمهام المشتركة والتجاور في العمل والمشاكل المرتبطة بالعمل ووقت الراحة.

## الأهمية في أمريكا
ترتبط صداقة العمل مباشرة بالعديد من مجالات الدراسة الأخرى والتي من بينها التماسك والإشباع الوظيفي والالتزام التنظيمي ونية المغادرة. كما يرتبط التماسك المحسوس لمكان العمل إيجابيًا بفرص إنشاء صداقات بمكان العمل. النجاح المهني والإشباع الوظيفي يرتبطان بجودة علاقات مكان العمل. كما تتواجد علاقة إيجابية أيضًا بين الإشباع الوظيفي وفرصة الصداقة في مكان العمل.

## خارج الولايات المتحدة

### الصين
العديد من الروابط الاجتماعية في الصين مقيدة اجتماعيًا أو على الأقل مفروضة اجتماعيًا. وهذا ينطبق على أماكن العمل كذلك. وفقًا لدراسة أجريت في تيانجين على علاقات العاملين، 76% من العاملين من بينهم زميل عمل واحد على الأقل موجود في الشبكات الاجتماعية المعرفة ذاتيًا، والتي هي ضعف عدد العمال الأمريكيين. ويمكن أيضًا أن يرتبط ارتفاع معدل علاقات العمل بارتفاع معدل القرابة داخل مكان العمل للعديد من المواطنين الصينيين. ومع ذلك فمن الواضح أن علاقات العمل على نفس القدر من الأهمية في المجتمع الصيني كما هي في الولايات المتحدة.